# Tozzo
Tozzo (mort le 16 janvier 778 à Augsbourg) est probablement évêque d'Augsbourg d'avril 772 à sa mort.

## Biographie
Tout ce que l'on sait de lui, c'est qu'il a vécu comme moine bénédictin à l'abbaye de Murbach avant de se déplacer dans l'Allgäu en tant que prédicateur. 
Une légende raconte que Magne de Füssen rencontre Tozzo alors qu'il se rend dans l'Allgäu et ce dernier lui sert de guide. Quand ils arrivent à Augsbourg, ils rencontrent l'évêque Wicterp. À la mort de Magne et Wicterp, Tozzo leur succède à la tête de l'évêché et de l'abbaye de Magne. En tant qu'évêque d'Augsbourg, Tozzo aurait enterré Magne. Tozzo est enterré près de la basilique Saint-Ulrich-et-Sainte-Afre.